# Sumiężne
Sumiężne – wieś sołecka w Polsce położona w województwie mazowieckim, w powiecie ostrowskim, w gminie Małkinia Górna.
| SIMC    | Nazwa      | Rodzaj    |
| ------- | ---------- | --------- |
| 0514549 | Dębniaki   | część wsi |
| 0514555 | Kawałki    | część wsi |
| 0514561 | Stara Wieś | część wsi |

W latach 1975–1998 miejscowość administracyjnie należała do województwa ostrołęckiego.
Wierni kościoła rzymskokatolickiego należą do parafii św. Andrzeja Apostoła w Broku lub do parafii Najświętszego Serca Pana Jezusa w Małkini Górnej.

## Zabytki
We wsi znajduje się krzyż morowy czyli tzw. karawaka. Pochodzi z okresu II wojny światowej i jest związana z panującym wówczas tyfusem.